# Arno Barth
Arno Barth (* 1893 in Greiz; † 1949 in Gera) war ein deutscher Kommunalpolitiker (SPD/SED) und Jurist, zuletzt Oberlandesgerichtspräsident.

## Leben
Barth entstammt einer angesehenen Handwerkerfamilie. Sein Vater war Baumeister. Nach dem Besuch der Volksschule und einer weiterführenden Lehranstalt mit dem Erwerb der Hochschulreife studierte er ab 1912 Rechtswissenschaft und Volkswirtschaftslehre. Während des Ersten Weltkrieges unterbrach er sein Studium und war von 1914 bis 1918 als Maschinengewehr-Scharfschütze Kriegsteilnehmer. Bei Kampfhandlungen zog er sich eine Verwundung zu und wurde nach Kriegsende im Rang eines Leutnants der Reserve aus der Armee entlassen. Danach setzte er sein Studium fort, das er 1922 mit dem Zweiten Staatsexamen beendete. Von 1922 bis 1927 war er als Gerichtsassessor und Amtsgerichtsrat in Gera tätig.
Barth betätigte sich ab 1922 in der SPD. Von 1923 bis 1927 gehörte er dem Republikanischen Richterbund und von 1925 bis 1933 dem Reichsbanner Schwarz-Rot-Gold an.
Von 1925 bis 1933 war er in den Geraer Stadtrat gewählt und ab 1927 hauptamtlicher Beigeordneter geworden. Von 1929 bis 1933 amtierte er als einer der Bürgermeister der Stadt Gera. Barth gehörte zudem dem Bund Sozialistischer Juristen an.
Mit Beginn der NS-Diktatur verlor er 1933 seine politischen Ämter und arbeitete als Rechtskonsulent und nach dem 1936 erfolgten Betätigungsverbot als Versicherungsvertreter. Während der „Aktion Gitter“ im August 1944 wurde er verhaftet und im KZ Buchenwald interniert. Nach der Befreiung der Häftlinge des KZ Buchenwald durch die 3. US-Armee gehörte er zu den Unterzeichnern des Buchenwalder Manifests.
Barth trat dem von Hermann Brill gegründeten Bund demokratischer Sozialisten (BdS) bei, der in der SPD aufging. Seit Anfang Juni 1945 war er Präsident des Landesgerichts Gera und vom August 1945 bis zu seinem Tod 1949 Präsident des Oberlandesgerichtes Gera. Als Mitglied der SED vertrat Barth nach Ansicht von Steffen Kachel das Konzept einer prosozialistischen, aber rechtsstaatlichen Prinzipien verpflichteten Justiz.